# Henrik Wergeland

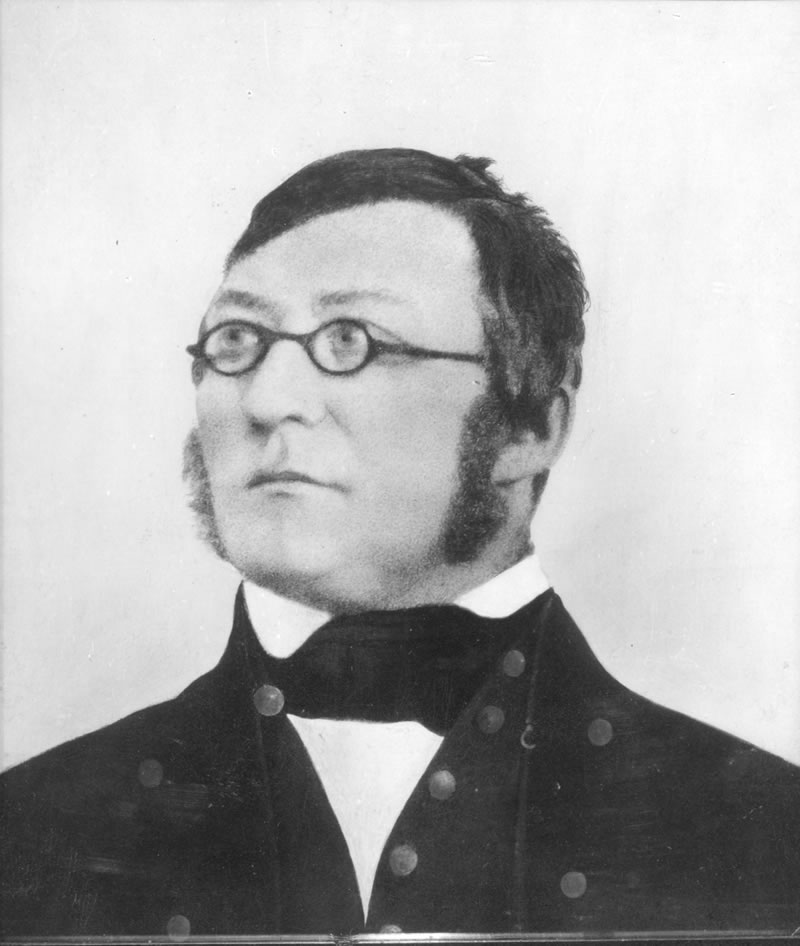
Henrik Wergeland auf einer Daguerreotypie

Henrik Arnold Wergeland, im Kirchenbuch „Henrich Arnold Wergeland“ (* 17. Juni 1808 in Kristiansand; † 12. Juli 1845 in Christiania), war ein norwegischer Dichter der Spätaufklärung und Romantik.

## Leben

### Die frühen Jahre
Sein Vater war Nicolai Wergeland (1780–1848), Adjunkt in Kristiansand, später Pfarrer in Eidsvoll. Seine Mutter Alethe Dorothea Thaulow (1780–1843) entstammte einer Familie, die schon vorher Künstler hervorgebracht hatte. Er war das älteste von fünf Kindern. Seine Schwester Camilla Collett wurde Schriftstellerin und gilt als erste norwegische Frauenrechtlerin.
Die Familie zog im Frühjahr 1817 nach Eidsvoll, wo Nicolai Wergeland Pfarrer wurde. Hier gab ihm die Natur die Eindrücke, die später die Quelle seiner romantischen Dichtung wurden. 1819 kam er an die Kathedralschule in Christiania. Ab 1821 besuchte er dort auch die neu gegründete Zeichenschule. Bald darauf schrieb er die ersten Erzählungen für die Zeitung Morgenbladet. 1825 bestand er das Examen artium mit besten Noten, musste allerdings das Fach Geometrie wiederholen. Er schrieb sich in die Universität ein und bestand ein Jahr darauf das Examen philosophicum. 1826 begann er das Theologiestudium. Dabei kam er auch mit der altnorwegischen Literatur in Verbindung; insbesondere las er die erste kritische Ausgabe der Sagaliteratur, die dreibändige Sagabibliothek von Peter Erasmus Müller, und weitere historische Schriften über Norwegen. Er engagierte sich sehr in der Studentenschaft und wurde mehrmals zum Redakteur der Studentenzeitung gewählt, wo er viele Beiträge verfasste. Er war Zeuge aus nächster Nähe der Entstehung der Verfassung und mit den Bauern in der Umgebung von Eidsvoll bestens vertraut, verlor aber die Verbindung zu den intellektuellen Kreisen in Christiania.
Allerdings wurde er durch seine Unbeherrschtheit auch in Prozesse verwickelt, die zu Bußgeldern führten. Einen Nachbarn, den Prokurator Jens Obel Praëm, der die Bürger nach seiner Meinung schlecht behandelte, titulierte er in Anwesenheit von Zeugen als „Blutsauger“, was ihm einen Prozess mit Strafe einbrachte. Seine Feindschaft zu Praëm ruinierte ihn schließlich an seinem Lebensende.

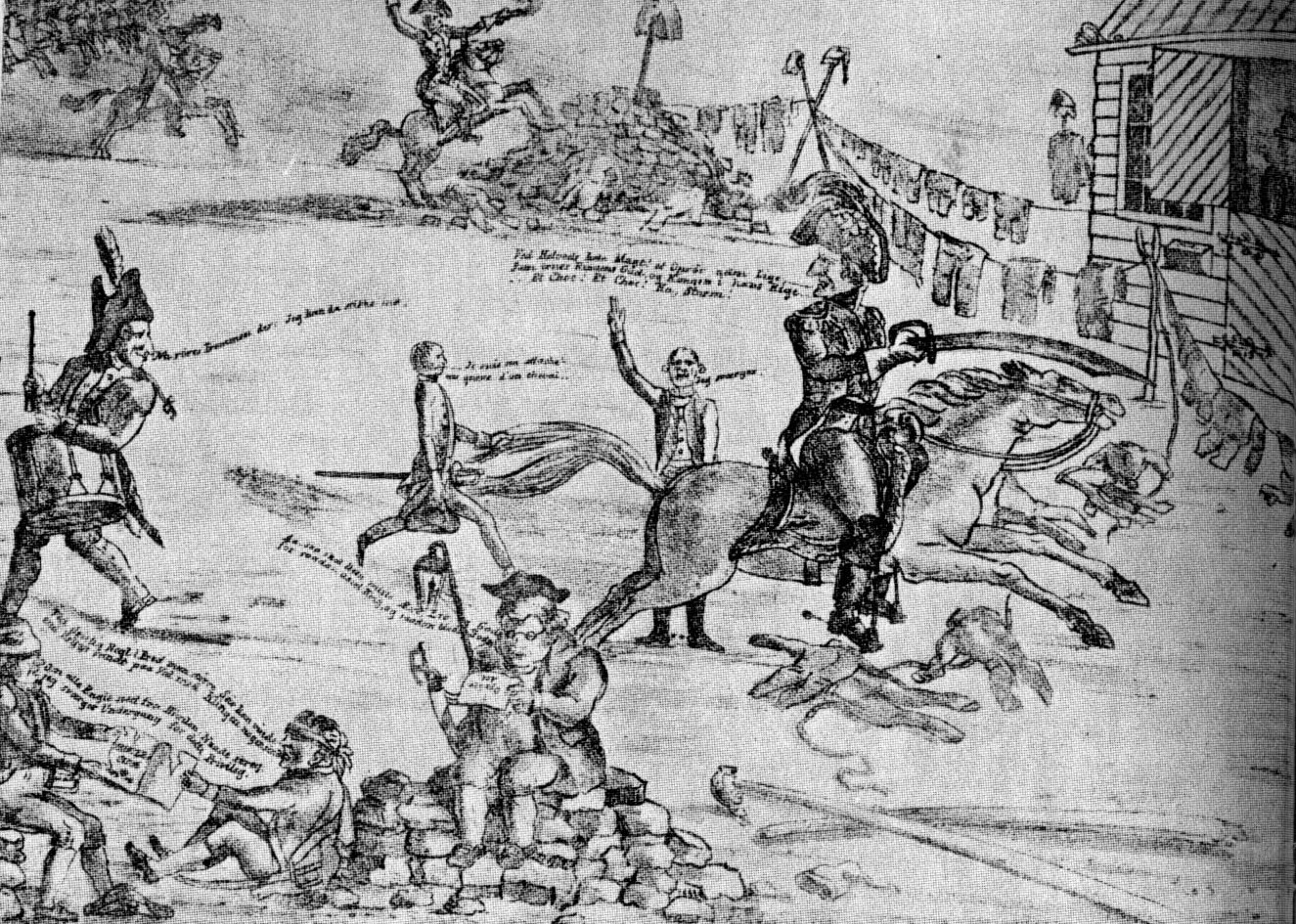
Das königliche Militär löste 1829 eine Demonstration zum 17. Mai gewaltsam auf. Karikatur von Henrik Wergeland.

Seine Interessen lagen auf dem Gebiet der Botanik und der Geschichte. Sein Studium schloss er 1829 mit der nur ausreichenden Note „Haud illaudabilis“ ab, weil er sich mit dem Prüfer über den Charakter der Höllenstrafe unnachgiebig stritt.
1824 war es auf Initiative von Matthias Conrad Peterson in Trondheim zur ersten Feier des 17. Mai gekommen. Die übrigen Städte begingen diesen Tag noch nicht. Wergelands Einsatz für diese Feiern beschränkte sich auf Gedichte und andere Texte mit Bezug auf den 17. Mai. Aber daraus erwuchsen zunächst keine öffentlichen Veranstaltungen. Inzwischen wurden in Eidsvoll Feiern zum 17. Mai abgehalten. 1829 kam es in Christiania zu einer gewaltsamen Beendigung einer Demonstration zum 17. Mai durch das Militär. Diese Militäraktion, bei der Wergeland nur aus sicherer Entfernung Zeuge wurde, ging als „Torvslaget“ in die Geschichte ein und regte Wergeland zu der Farce Phantasmer an, die durch eine Karikatur von ihm über die Militäraktion kommentiert wurde. Er selbst erhielt auf dem Heimweg einen Säbelhieb von einer Reiterpatrouille auf seine offizielle Studentenuniform. In der Patrouille war der Sohn des Stadtkommandanten Grafen Wedel-Jarlsberg, Fritz Wedel-Jarlsberg. Wergeland sandte die Uniform an den Stadtkommandanten mit der Bemerkung, dass er eine solch gering geachtete Kleidung nicht länger tragen wolle. Darin sah er einen Anschlag auf die verfassungsmäßig garantierte Freiheit. Der schwedische Statthalter sah dagegen einen Verstoß gegen ein Verbot des Königs Karl Johan von 1828, den 17. Mai besonders zu feiern. Am 17. Mai 1833 wurde gleichzeitig des 1828 verstorbenen Staatsrats Christian Krohg durch Enthüllung eines Denkmals gedacht. Dabei wurde Wergelands Preislied für Krohg gesungen und er hielt die Festrede. In den Jahren 1835 bis 1837 wurde er im Studentenverband in dieser Sache aktiv, was ihm dann den Ruf einbrachte, die Feier des 17. Mai durchgesetzt zu haben. Aber es war eine ganze Gruppe führender Persönlichkeiten, die diese Tradition begründeten: Jonas Anton Hielm, Henrik Anker Bjerregaard, die Pfarrer Georg Prahl Harbitz, Iver Hesselberg, Hans Riddervold, Anton Martin Schweigaard und Frederik Stang. Diese verfassten am 12. Mai 1836 einen Aufruf in Den Constitutionelle, „an den Tag und den Ort, an dem die Verfassung gegeben wurde, zu erinnern“. Auch Wergeland trug zur Bildung einer organisierten Feier bei.
Wergelands Nationalismus bestand im textlichen Beitrag zum nationalistischen Diskurs. Er war kein Organisator, politischer Führer oder nationalistischer Aktivist. Dies hängt auch damit zusammen, dass er sich in den entscheidenden 1830er Jahren bis 1834 nur selten in Christiania aufhielt, so dass er dort auch keinen Freundeskreis aufbauen konnte. Auch nach 1838, als er sich in Christiania niederließ, wohnte er außerhalb der damaligen Stadt.

### Entwicklung seiner Weltanschauung
Aber seine mit mehreren Liebesaffairen durchsetzte Lebensweise empfahl ihn nicht zum Pfarrer und schon gar nicht zum Beamten. Als Führer der Studentenbewegung war er in den Augen der Regierung verdächtig. Er lebte mehrere Jahre zu Hause in Eidsvoll, predigte hin und wieder in der Kirche seines Vaters und half auch beim Konfirmationsunterricht aus. Hier vertrat er kritische Ansichten zu Luthers Katechismus und dessen Auslegung durch Erik Pontoppidan. Er verfasste daraufhin eine eigene theologische Schrift Hvad Mennesket veed, bør troe og gjøre (Was der Mensch weiß, glauben und tun muss), in der er Jesus als vollkommenen Menschen darstellte und sowohl Wunder als auch die Auferstehung des Fleisches sowie die Lehre vom Teufel und die Höllenstrafen ablehnte. Die Schrift wurde aber nicht gedruckt. Seitdem setzte er sich für die Volksbildung ein.
1830 reiste er nach Stockholm, wo er eine Audienz bei König Karl Johan bekam und eine Reihe schwedischer Politiker und Literaten traf. Über den Oppositionspolitiker Gustaf Hierta wurde er mit den Ideen des französischen Sozialisten Graf Saint-Simon bekannt.
Am 15. April 1831 rückte er eine Annonce in das Morgenbladet ein, in welchem er den Prokurator Jens Obel Praëm als einen „Verbrecher gegen den Staat und die Menschheit“ bezeichnete. Der sich daraus ergebende Prozess verfolgte ihn bis zum Lebensende.
Das Zeugnis der Prüfung in praktischer Theologie, verbunden mit Probepredigt und Prüfung, war zwar gut, enthielt aber die Mahnung, dass er seinen jugendlichen Leichtsinn (spreta juvenili levitate) aufgeben müsse, was die Stellungssuche sehr erschwerte. In den folgenden Jahren war er an vielen Orten nur kurzzeitig als Kaplan oder Lehrer tätig, nie fest angestellt.
Zwischen 1833 und 1837 verfasste Wergeland eine Reihe historischer Arbeiten, so eine über die Geschichte Karl Johans, in der er ihm durchaus Sympathie entgegenbrachte und lediglich das mangelnde Verständnis für die norwegischen Befindlichkeiten kritisierte, dann über norwegische Geschichte, Geschichte des norwegischen Volkes und seiner Sprache und eine Geschichte des Königreichs Schweden. Allerdings konnte er kein Altnorwegisch (Norrøn), so dass er keinen unmittelbaren Zugang zu den Quellen hatte, sondern sich an Keyser und P. A. Munch orientieren musste. Wergeland und allen damaligen Historikern war eine metaphysisch-teleologische Sicht auf die Geschichte gemeinsam. Die Geschichte hatte ein „Ziel“. Das Gute siegt letztendlich über das Böse, der Held nimmt sein Geschick in die eigene Hand und der Held war in diesem Fall das norwegische Volk.

### Der Streit mit Welhaven und andere Konflikte
Nach der Veröffentlichung seines großen Gedichtes „Skabelsen, Mennesket og Messias“ 1830 sah er sich scharfen Angriffen von Welhaven ausgesetzt.
1834 veröffentlichte Welhaven eine Reihe Sonette unter dem Titel Norges Dæmring, in der er sich von der nationalen Ideologie Wergelands distanzierte und ihn als „Pöbelhäuptling“ bezeichnete. Wergeland antwortete mit einer Reihe von Zeitungseinlagen unter dem Titel „Verteidigung des norwegischen Volkes“. Er wandte sich auch gegen den dänischen Dichter Johan Ludvig Heiberg, als dessen Lehrling er Welhaven sah. Der Konflikt beruhte im Kern auf unterschiedlichen Auffassungen über die Entwicklung der norwegischen Nation: Welhaven und seine „Intelligenspartiet“, später „tropperne“ genannt, setzte auf das Recht und die Zuverlässigkeit der Rechtsordnung in der Gesellschaft als Voraussetzung für eine selbständige Nation. Wergeland sah in dieser Betonung eine sterile Bürokratisierung der Gesellschaft.
1835 bekam die Hausmagd auf dem Pfarrhof in Eidsvoll Gunhild Mathea Larsen ein uneheliches Kind von ihm, womit seine Aussichten, eine Pfarrstelle zu bekommen, endgültig begraben waren.
Von seiner Dichtkunst und seinem politischen Engagement konnte er nicht leben. Daher versuchte er ein neues Studium und schrieb sich für Medizin ein, was er aber nur ein Jahr durchhielt. Dann bekam er eine schlecht bezahlte Stellung als Bibliotheksgehilfe in der Universität. Er verfasste mehrere Schriften über Humanität, Rechtschaffenheit und Freiheit. Er schrieb auch trotz seiner Bewunderung für König Karl Johan Revolutionäres und schilderte die Republik als die beste Staatsform.
1836 war er in der gewaltsamen politischen Auseinandersetzung um den Erhalt der Verfassung an vorderster Front. Der König hatte das Storting aufgelöst, weil die Feierlichkeiten zum 17. Mai wieder unerhörte patriotische Aufmärsche gezeitigt hatten.
Er übernahm die Redaktion der Agitations-Zeitung Statsborgeren. Kurz darauf gründeten seine Gegner unter Welhagen die Zeitung Den Constitutionelle. Die politische Auseinandersetzung 1836–1837 fand im Wesentlichen in diesen beiden Blättern statt. Dabei waren sich beide in der Verurteilung der schwedischen Politik einig. Es ging nur um die Art und Weise des Kampfes. Die Leiter der Zeitung „Den Constitutionelle“ waren Juristen und vorsichtig, während Wergeland nach seiner Gewohnheit ohne Rücksicht auf irgendeine Seite losschlug und auch mit Flugblättern und anderen Pamphleten die Menschen zu erreichen suchte. Dazu kamen zwei politische Farcen „Stockholmsfareren“ 1 und 2 gegen die schwedische Regierung.

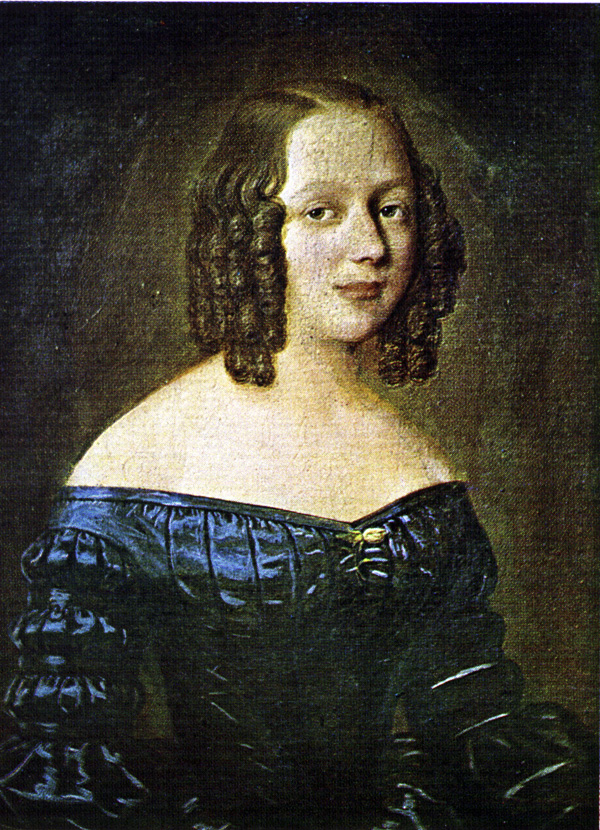
Sophie Bekkevold

Inzwischen wurde die Auseinandersetzung zwischen ihm und Welhaven zu einem rein persönlichen Schlagabtausch. Dieser Konflikt legte sich aber 1837, als König Karl Johan an Norwegen Zugeständnisse machte, die seine Popularität förderten.
1838 verlobte er sich mit Amalia Sophia Bekkevold, die er am 27. April 1839 heiratete. Die Suche nach einer festen Stellung wurde dringlicher, war aber nach seinen Pamphleten in seinen Flugblättern und den beiden politischen Farcen noch aussichtsloser. Er wurde in seinen Arbeiten immer unpolitischer. Nun kam ein neuer Konflikt auf. Ludvig Kristensen Daa, ein früherer Freund und politischer Kampfgefährte, distanzierte sich von ihm und wurde schließlich mit seinen Artikeln im Wochenblatt Granskeren zu einem scharfen Gegner. Der Grund war, dass Wergeland 1840 Ministerialrat mit der Aufsicht über das Reichsarchiv geworden war und Daa ihm die Qualifikation für diese Aufgabe abgesprochen hatte. Wergeland antwortete 1841 mit der Farce Engelsk salt (Englisches Salz, ein damals beliebtes Abführmittel), wo Daa in der Hauptperson Vinæger verspottet wurde. Der Streit führte schließlich 1842 zu einer Verurteilung Wergelands wegen Beleidigung. Dieser Bruch der Freundschaft führte aber auch zu einem der innigsten Gedichte Wergelands „Fordums-Venner“ (Ehemalige Freunde), in welchem er die Weitherzigkeit Daas schildert und das die Zeilen enthält: „Weh mir, dass ich nicht vergessen kann. / Weh Dir, dass du es konntest.“ 1845 soll er sich aber mit Wergeland wieder versöhnt haben. Ein weiterer Rückschlag kam, als ihm die Aufnahme in die Lesegesellschaft „Atheneæum“ verweigert wurde. Dort hatten die Meinungsführer der Intelligenspartiet Ulrik Anton Motzfeldt, Christian Birch-Reichenwald und P. A. Munch das Sagen. 1841 verfasste er seine letzte Satire Kunsthandler Schmahrs Proces, die 1842 herauskam, aber nie gespielt wurde.

### Das Verhältnis zum König
Die Stellung Wergelands zum König war durchaus zwiespältig: Auf der einen Seite griff er ihn als radikaler Republikaner an, auf der anderen sah er in ihm, dem Bernadotte, einen Vertreter französischen Geistes, der sich Napoleon widersetzt hatte. Überhaupt bestand ein durchaus freundschaftliches Verhältnis zwischen ihm und der königlichen Familie. So dichtete er anlässlich des Besuchs des Königs 1838 in Christiania ein Preisgedicht „Kongens ankomst“. Sei es dass der König von dem Gedicht beeindruckt war, sei es dass er es für klug fand, den politischen Gegner durch Dankbarkeit an sich zu binden, versprach dieser ihm eine Stelle als Kaplan. Da dies durch Wergelands Unvorsichtigkeit nicht realisiert wurde (er hatte an einem Saufgelage mit einem im Dienst befindlichen wachhabenden Offizier teilgenommen), setzte er ihm 200 Rigsdaler specie jährlich aus seiner Privatschatulle aus, die er zwei Jahre später auf 300 Speziesthaler erhöhte. Er nahm das Geld an und hielt dies für eine Belohnung für seinen Einsatz für die Volksbildung. Als dies bekannt wurde, kam helle Empörung von allen Seiten: Die Gegner höhnten ihn als „republikanischen Hofpensionisten“, seine besten Freunde sahen in ihm nun einen Abtrünnigen von der eigenen Sache. Er wurde boykottiert, da niemand etwas mit dem Verräter zu tun haben wollte. Die Zeitungen lehnten nun seine Artikel ab. Storsveen erklärt die Ablehnung auch damit, dass er sich früher über eine die königliche Unterstützung anderer öffentlich erregt hatte. Da hatte nämlich 1836 der Bauernabgeordnete Ole Mjelva den König um finanzielle Unterstützung gebeten und diese auch erhalten. Jetzt hatte er ein Glaubwürdigkeitsproblem. Dennoch erhielt er 1841 eine Stellung am Reichsarchiv, wohl auf eine Intervention des Königs hin. Er war nun finanziell gesichert. Gleichwohl nahm er das Geld des Königs weiter an.
Sein gutes Verhältnis zum König hinderte ihn nicht, die Auflösung des Stortings 1836 scharf zu kritisieren. Außerdem wandte er sich aggressiv gegen jegliche Aristokratie, die er für mit der Verfassung unvereinbar hielt. Wenn man schon einen König haben sollte, so musste es ein Bürgerkönig sein, der sich nicht auf eine Aristokratie stützen dürfe.

### Späteres Wirken und Tod

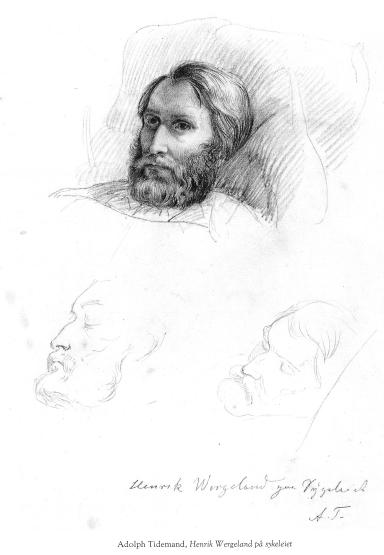
Wergeland auf dem Totenbett

Es traten politisch ruhigere Zeiten ein, und Wergeland hatte kein politisches Kampffeld mehr. Doch 1832 hatte er in der geliebten Verfassung einen „Schmutzfleck“ entdeckt: In § 2 wurde den Juden verboten, norwegischen Boden zu betreten. 1839 schrieb er eine Eingabe an das Storting, den „Schandfleck“, wie er sich ausdrückte, zu entfernen. Er widerspreche dem freiheitlichen Geist der übrigen Verfassung. Diese Initiative begleitete er mit zwei Gedichten: Jøden (1840) und Jødinden (1844), sowie 1841 mit seinem Kommentar zur Judenfrage, in dem er um Toleranz warb. Doch der Vorschlag erhielt noch nicht die erforderliche 2⁄3-Mehrheit. Zu seiner besonderen Enttäuschung war es besonders die Bauernfraktion, die dagegen stimmte, hatte er sich doch für eine weitere Demokratisierung durch Beteiligung breiter Bevölkerungsschichten am Storting eingesetzt. Im nächsten Storting September 1845, den Wergeland nicht mehr erlebte, war das Stimmenverhältnis noch schlechter, obgleich viele Mitglieder der vorangegangenen Sitzung bei der Wahl ausgetauscht waren: Nur 18 der Mitglieder, die 1842 mit Nein gestimmt hatten, waren wiedergewählt. Der Vorschlag wurde erst sechs Jahre nach seinem Tod mit 93 gegen zehn Stimmen angenommen. Dieser Entwicklung ist aber kaum noch auf Wergeland zurückzuführen, sondern auf die politischen und sozialen Veränderungen, die die Judenfrage entdramatisiert hatten.
1843 wurde er Mitglied von „Det Kongelige Norske Videnskabers Selskab“ in Trondheim.
Der Prozess mit Praëm ging mit einem Vergleich zu Ende, der Wergeland finanziell ruinierte. Er musste sein Haus in Christiania verkaufen, um die Buße und 813 Speziesthaler an Prozesskosten zu bezahlen.
Sein unermüdlicher Einsatz für das Vaterland ließ ihm allmählich die Stimmung des Volkes wieder zugewandt werden. Doch als sich nun die Versöhnung anbahnte, schlug ihn 1844 eine schwere Lungenkrankheit nieder, die sich zur Tuberkulose entwickelte. Neuere medizinische Erkenntnisse deuten aber auf Lungenkrebs hin. Auslöser war nach eigener Aussage, dass er sich unbedingt den Umzug am 17. Mai 1844 ansehen wollte und sich dazu zur Kirkegata begab. Er war aber von der Entwicklung des Nationalfeiertages hin zu einem unpolitischen Fest, auf welchem sogar „Es lebe die Vereinigung mit Schweden“ gerufen wurde, tief enttäuscht. Er hatte noch viele Pläne: Volksaufklärung, Verbesserung des Gefängniswesens, Abschaffung der Judendiskriminierung, Lösung der Arbeiterfrage. Je länger die Krankheit dauerte, desto mehr wandte sich die Stimmung in der Bevölkerung Christianias ihm zu. Er starb im Juli 1845 im Alter von 37 Jahren.

## Werk

### Jugendwerke
Eine seiner vielen Liebschaften war die damals 16-jährige Hulda Malthe, die er im Sommer 1826 traf. Er hielt mehrere Male um ihre Hand an, wurde aber abgewiesen. Die in seinen Briefen zu verfolgende Überwindung dieser Enttäuschung zeigt, wie aus Hulda später die zentrale Figur seiner Jugenddichtung Stella wurde. Hier entwickelte er eine mystisch-philosophische Geisteslehre, die sich in dem Gedicht Skabelsen, Mennesket og Messias (Die Schöpfung, der Mensch und Messias), sein Hauptwerk, entfaltete. Es beinhaltete seine Mythologie und Religion, und vieles aus seinem späteren Werk bleibt unverständlich ohne Kenntnis dieses Gedichtes. Aber vor diesem Gedicht hatte er schon eine umfangreiche literarische Produktion vorgelegt: Drei Farcen, zwei Tragödien, ein Lustspiel, eine große Zahl lyrischer Gedichte und eine Unzahl von Artikeln in den Zeitungen des Landes. Seine Tragödie Sinclairs Død widmete er König Karl Johan. Dieses Werk ist stark von Walter Scott beeinflusst, einem seiner Lieblingsautoren. Einiges publizierte er unter dem Pseudonym „Siful Sifadda“. Seine literarischen Schöpfungen haben außer den Gedichten keine bleibende Bedeutung erlangt. Diese wurden 1829 in der Anthologie Digte, første Ring zusammengefasst. 1830 folgte die Veröffentlichung von Skabelsen, Mennesket og Messias, 720 Seiten in Jamben. Es folgten Menneskehedens Epos, Republikanernes Bibel. Der Grundgedanke, der seine Jugenddichtung durchzieht, ist der Glaube an eine theologische Evolution. Die Menschheit befinde sich in einem dauernden Übergang zu einer höheren Stufe der Vollkommenheit, und das Streben nach der moralischen Vollkommenheit sei das moralische Grundgesetz der Menschheit. Sein Solidaritätsgefühl umfasste nicht nur die Menschen, er hielt auch die Tiere für unterdrückt und schloss auch Pflanzen und die unbelebte Natur in sein Solidaritätsgefühl ein.
Diese und die übrigen Gedanken seiner Gedichte schmolz Wergeland aus dem Rationalismus der Aufklärung, dem romantischen Pantheismus und der romantischen Ewigkeitssehnsucht zusammen. Er schöpfte sie aus der Naturphilosophie von Heinrich Steffens, aus der Evolutionslehre von Niels Treschow (1751–1833) und den Geschichtsspekulationen Herders. Keiner seiner Gedanken stammen original von ihm, aber die Form ist unmittelbar von ihm und ohne direktes Vorbild. Skabelsen, Mennesket og Messias war keineswegs ein unangreifbares Werk, und die Zeitgenossen beanstandeten, die Verse hinkten zum Teil jämmerlich. Mit größter Willkür habe der Dichter den Worten in der Betonung Gewalt angetan, oft gingen die Gedanken in einer Anhäufung von Bildern unter, und es gebe keine Grenzen für die Rohheiten, die er sich herausnehme; kurz, es wimmele von Sünden gegen die geltende Ästhetik. Auch Artikel in Dänemark und Schweden unterstützten diese Sicht, und sie hielt sich bis ins 20. Jahrhundert. So konnte scharfer Widerspruch nicht ausbleiben. Er kam von Welhaven in der Zeitung Morgenbladet in Form eines anonymen Gedichtes, was der Beginn einer langwierigen und erbitterten Fehde über den künftigen Inhalt norwegischer Kultur werden sollte und schließlich auf alle Gegensätze im sozialen, literarischen und politischen Leben übergriff. Sie wurde im Wesentlichen in Gedichtform geführt.
Wergeland und Welhaven waren wohl bewandert in der europäischen Kunstphilosophie. Wergeland nahm für sich in Anspruch, sich von den überkommenen Anforderungen an die Dichtkunst zu lösen und brach eine Lanze für die Ansprüche der Romantik für Phantasie und freie Entfaltung der dichterischen Schöpfungskraft. Er nahm für dich die Freiheit des Genies in Anspruch. Das galt insbesondere auch für erotische Themen, deren Behandlung durch ihn 1830 durchaus schockierend war. Welhaven hingegen sah die Voraussetzung für die Freiheit von der Form in dem Durchlaufen des Formzwangs, die letztendlich zu dessen Überwindung führe. In dem Gedicht Teatret schrieb er: „Alle Kunst muss erlernt werden. – dann erst ist sie frei; denn Freiheit wird nur in der Schule des Zwangs gewonnen.“ So befand er die Dichtung Wergelands für gefährlich für das Volk und verderblich für die Kultur der Nation.

### Die Julirevolution
Als dann die Nachricht von der Julirevolution in Paris nach Norwegen kam, da sah Wergeland das Aufbrechen des Geistes, den er in seinen Gedichten besungen hatte, und er drängte nach Paris. Allerdings konnte er erst im Folgenden Jahr dorthin reisen, als die Revolution bereits vorüber war. Er war kaum mehr als ein Monat in Paris, aber das Nachbeben, das er dort noch erlebt hatte, beeinflusste seine weitere Dichtung. Sie wurde erwartungsfroh und drängend. Alsbald schrieb er eine Hymne auf die Julirevolution „Det befriede Europa“ (Das befreite Europa) mit all seinen barocken und bildreichen Versen. Währenddessen ging der Streit mit Welhaven weiter. Wergeland wandte sich gegen das Dänisch sprechende Theater in Christiania und verurteilte die Missachtung der norwegischen Sprache durch Welhaven und zieh ihn und seinen Kreis der „Danomanie“.
Nach einem Brand des Theaters in Christiania 1835 wurde der Neubau 1837 eröffnet. Wergeland schrieb ein Theaterstück Campbellerne eller Den hjemkomne Søn, das zwar nicht zur Eröffnung, aber später aufgeführt wurde. Bei der zweiten Aufführung am 28. Januar 1838 veranstalteten Anhänger Welhavens ein Pfeifkonzert, und es kam zu einer Schlägerei im Theater, die so genannte „Campbellerschlacht“. Die Störenfriede wurde von der Polizei entfernt, und das Ansehen Wergelands in der Bevölkerung stieg.

### Das Spätwerk
Eine neue Periode erotischer Liebeslyrik folgte nach der Verlobung mit Sophie Bekkevold 1838. Während des Boykotts seiner Texte wegen der finanziellen Unterstützung des Königs dichtete er 1840 „Jan van Huysums Blomsterstykke“, eines seiner gelungensten und phantasiereichsten Gedichte.

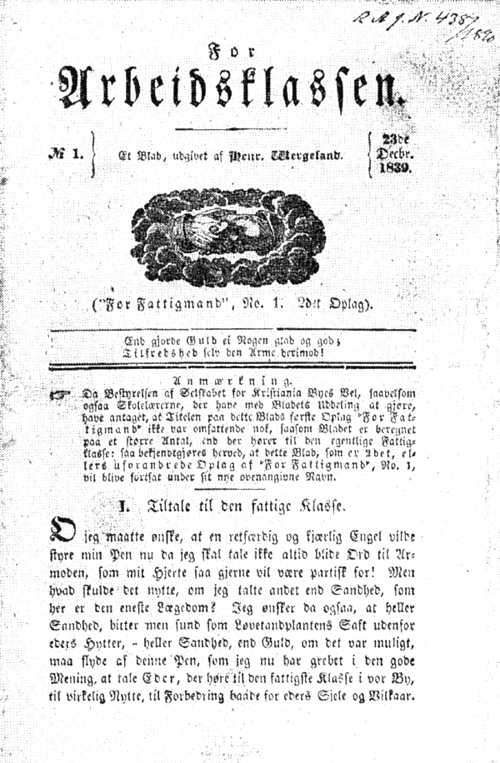
Die Zeitung For Arbeidsklassen

Auf seinem Krankenlager 1844 bis 1845 überarbeitete er sein großes Grundsatzgedicht Skabelsen, Mennesket og Messias nun unter dem Titel Mennesket. Er schrieb weitere Gedichte bis wenige Tage vor seinem Tod, daneben noch eine Autobiografie unter dem Titel Hasselnøtter. Sie gilt als wichtigste Quelle für sein Leben, wobei meist nicht beachtet wird, dass sie auch der Selbstdarstellung und -rechtfertigung diente, daher manches nicht stimmt und sich der Verfasser auch dichterische Freiheiten herausnahm.
Wergeland kümmerte sich stark um die Volksbildung. Er wollte eine Volksseele hervorrufen und wollte jeden Norweger dazu bringen, als ein bewusster Bürger dieses Landes zu leben. Der erste Schritt dazu war die Ausbreitung der Aufklärung. Er setzte sich unermüdlich für Volksbibliotheken, Bezirksbildungsvereine und Sonntagsschulen ein. Es erschienen „Schriften für die Allgemeinheit“ und „Schriften für die Arbeiterklasse“. Er verfasste auch eine Verfassungsgeschichte (Den norske Constitutions Historie). Dazu kamen Anleitungen für die Landwirtschaft und Aufklärungsschriften über den Gebrauch von Pflanzen.

### Sprachreform
Er gilt auch als der bedeutendste Initiator der modernen norwegischen Sprachbewegung. Er wurde in vielen Punkten ein Vorläufer von Knud Knudsen und der Rechtschreibreform im 20. Jahrhundert, indem er vorschlug, Endungen und „stumme“ Buchstaben wegzulassen. Er trat für eine „Norwegisierung“ der Sprache ein, indem er Wörter aus den Dialekten aufgenommen wissen wollte. Bekannt ist sein Artikel „Om norsk Sprogreformation“ (geschrieben 1832, gedruckt im Bauernfreund (Bondevennen) 1835). Er schrieb „Langeleiken“ (über das norwegische Zupfinstrument Langeleik) im Dialekt von Valdres. Er wandte sich dezidiert gegen den Einfluss der dänischen Kultur auf das norwegische Geistesleben, obgleich er selbst ein eifriger Leser dänischer Literatur war.

## Nachwelt

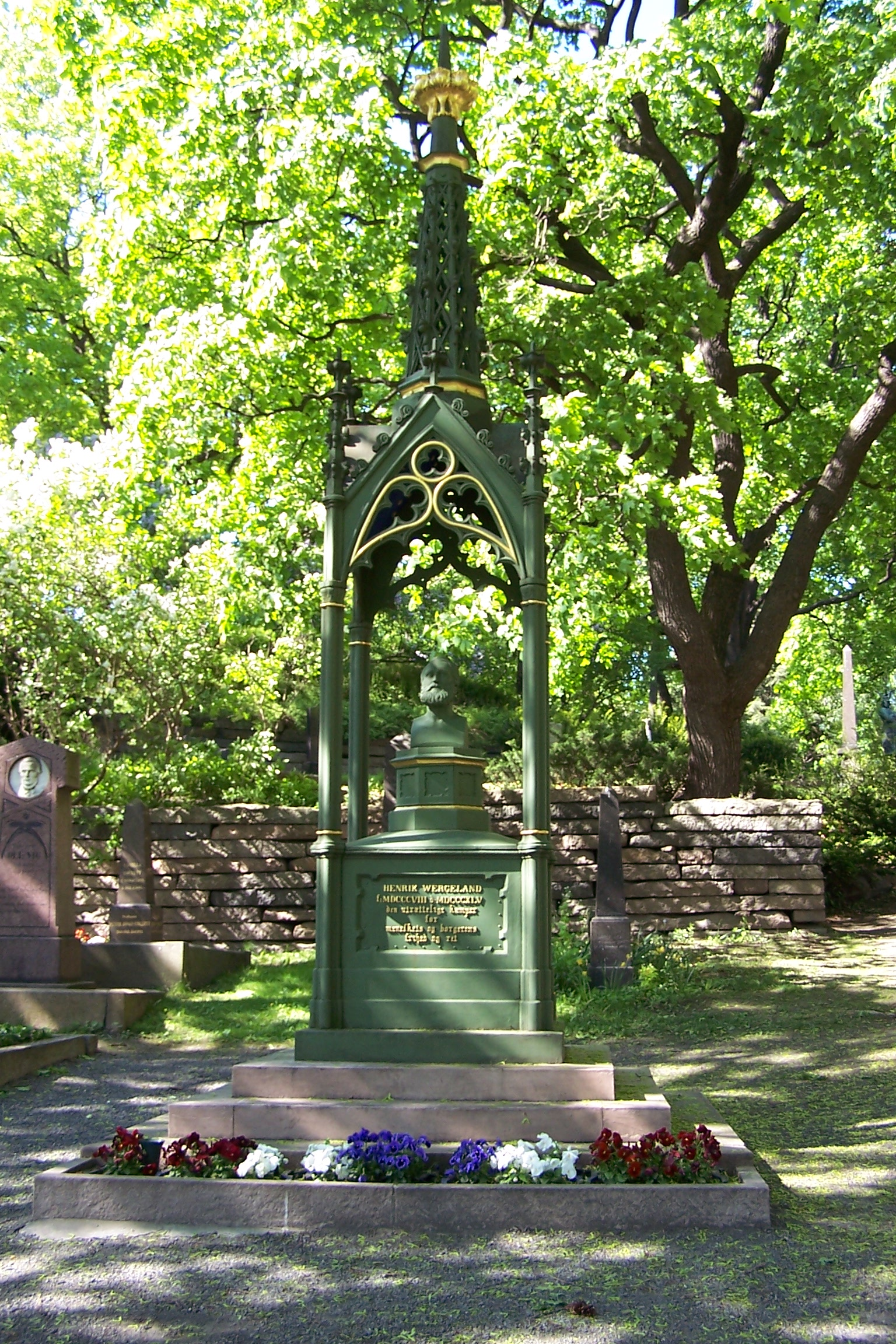
Grabstätte Wergelands in Oslo.

Bald nach seinem Tod begann der Kanonisierungsprozess: Zuerst wurden seine lyrischen Qualitäten hervorgehoben. Dann wurden seine Verdienste um die Gestaltung der norwegischen Nation gerühmt. Während des 19. Jahrhunderts blieb Wergeland die Symbolfigur für die norwegische Linke.
Bald nach seinem Tod erschienen seine gesammelten Schriften und auch eine Volksausgabe. Eine Gesamtausgabe von allem, was er geschrieben hatte, erschien 1925.
Am 17. Mai 1881 wurde unter Protest der Konservativen eine Statue Wergelands von Brynjulf Bergslien mit einer Rede Bjørnstjerne Bjørnsons in Oslo enthüllt. In seiner Rede pries er Wergeland als Norwegens größten Sohn. Für die Geburtsstadt Kristiansand schuf Gustav Vigeland 1908 ein Denkmal. 1926 wurde ein weiteres Denkmal, von Oskar Espeland geschaffen, enthüllt. Er liegt auf dem Friedhof „Vår Frelsers gravlund“ (Erlöserfriedhof) in Oslo begraben. Nach seinem Tod 1845 ließen in Schweden lebende Juden in Stockholm ein Denkmal für ihn errichten. Die übersetzte Inschrift lautet:
Dankbare Juden außerhalb der Grenzen Norwegens
errichteten dieses Denkmal
im Jahr 1847,
und die norwegische jüdische Gemeinde legt jährlich zum 17. Mai Blumen an seinem Grab nieder.
Er gilt als der größte norwegische Lyriker. Er trug stark zum Entstehen der norwegischen Nation und der späteren Auffassung von norwegischer Identität bei.

## Werkausgabe
- Samlede Skrifter. Trykt og utrykt. Herausgegeben von Herman Jæger, Didrik Arup Seip, Halvdan Koht und Einar Høigård. Steenske Forlag, Kristiania/Oslo 1918–1940 („Gesammelte Schriften. Gedruckt und ungedruckt“, vollständige Ausgabe mit einer chronologischen Bibliografie; Digitalisate aller Bände im Dokumentasjonsprosjektet der Universität Oslo)

### Werke in deutscher Übersetzung
- Sujets. Aus dem Norwegischen übersetzt und herausgegeben von Heinrich Detering. Wallstein Verlag, Göttingen 1995, ISBN 978-3-89244-202-8.
- Jan van Huysums Blumenstück. Aus dem Norwegischen übersetzt und mit einem Vorwort von Hinrich Schmidt-Henkel, einem Nachwort von Heinrich Detering und einer künstlerischen Gegenüberstellung von Bettina Krieg. Matthes & Seitz, Berlin 2011, ISBN 978-3-88221-603-5.
- Im wilden Paradies. Gedichte und Prosa. Aus dem Norwegischen übersetzt und herausgegeben von Heinrich Detering. Wallstein Verlag, Göttingen 2019, ISBN 978-3-8353-3498-4.[32]